# SN 2005mn
SN 2005mn – supernowa typu Ib odkryta 23 listopada 2005 roku w galaktyce A034918-0041. W momencie odkrycia miała maksymalną jasność 21,20m.